# Goniopora columna
Goniopora columna är en korallart som beskrevs av James Dwight Dana 1846. Goniopora columna ingår i släktet Goniopora och familjen Poritidae. IUCN kategoriserar arten globalt som nära hotad. Inga underarter finns listade i Catalogue of Life.